# Nicky Eaden
Nicholas Jeremy »Nicky« Eaden, angleški nogometaš in trener, * 12. december 1972, Sheffield, Anglija, Združeno kraljestvo.
Eaden je nekdanji nogometni branilec.